# Ivan Hrútski
Ivan Hrútski (27 de janeiro de 1810 — 13 de janeiro de 1885) — o pintor belarusso e russo, famoso por seus imagens de natureza-morta e retratos de grupo.

## Biografia
Ivan Hrútski nasceu em 27 de janeiro de 1810 na família de Fomá Hrútski, um padre da igreja greco-católica. A sua nacionalidade foi belarussa..
Ivan Hrútski completou o ensino secundário no Liceu Superior da Ordem Religiosa das Escolas Pias (ou seja, Ordem católica de Piaristas ou Escolápios) localizado na cidade histórica de Polotsk. Em 1827 Ivan Hrútski mudou para São Petersburgo. Foi aí onde ele tomou lições dum grande pintor de retratos inglês George Dawe. Ao mesmo tempo, Ivan Hrútski inscreveu-se na Academia Imperial de Belas Artes como um estudante externo. Nessa Academia ele ganhou experiência trabalhando lado a lado junto com grandes mestres, nomeadamente, Karl Brjullow, Alexander Varnek, Maxim Vorobiev, Fedor Brúni.
Após a morte do seu pai em 1839, Ivan Hrútski abandonou São Petersburgo. Em 1844 ele comprou a fazenda Zakhárnitchi localizada cerca de 20 km de Polotsk, construiu a casa e plantou o jardim. A partir de 1845 Ivan Hrútski começou a viver lá todo o tempo.
Morreu ele em 13 de janeiro de 1885, foi sepultado no jazigo da sua família na fazenda Zakhárnitchi.

## Obras
Ivan Hrútski é famoso por suas obras pintadas de maneira característica da escola académica russa. Ele tomou seu lugar na história de belas artes por suas pinturas de natureza-morta.
Os primeiros estudos do pintor  “Natureza-morta com um vaso” e “Natureza-morta com um pássaro” datam de 1832. A direção da atividade criadora de Ivan Hrútski nesse período inclui obras de natureza-morta chamadas de “pintura de flores e frutas” em documentos oficiais. Nesse tempo ele cria uma série de pinturas semelhantes em termos de estilo e simplicidade de composição, nomeadamente, “Frutas e um pássaro” (1833), “Frutas” (1834), “Uvas e frutas”, “Natureza-morta com maçãs, uvas e limão”.
Dentro em pouco Ivan Hrútski passou de composições simples, que foram constituidas de poucos objectos, para grandes obras de natureza-morta cujas composições abrangem multidões de diferentes legumes, frutas e flores, por exemplo, “Flores e frutas” (1836,1839), “Natureza-morta com uma vela”, “Frutas e caça de penamortificada” (1830s).
Em 1836 Ivan Hrútski foi galardoado com a medalha de prata pelo Conselho Académico por sua obra “Flores e frutas”. Nesse mesmo ano ele foi nomeado de pintor livre por sua “atenção a detalhes na pintura de paisagens”. A pintura de paisagens passou a ser principal na atividade criadora de Ivan Hrútski e permaneceu assim até ao fim de sua vida. Entre os exemplos destacam-se “Paisagem da ilha Elagin em São Petersburgo” (1839) e “Paisagem da fazenda” (1847).
Muito frequentemente a paisagem fazia de segundo plano para retratos e figuras de várias pessoas. Por exemplo, numa das obras mais importantes do pintor finalizada nos anos 1830s – “Retrato da esposa com flores e frutas” – a mulher jovem é colocada ao lado de uma mesa abarrotada de cestas de frutas, um jarro de água e um ramo de flores num vaso cerâmico. O segundo plano dessa composição contém a paisagem de outono cheia de cor vermelha brilhante. Tal composição sendo uma síntese de gêneros de retrato, natureza-morta e paisagem mostra afeição de Ivan Hrútski por romantismo..
Diferentemente da pintura “Retrato da esposa” feita de maneira mais acadêmica e caraterística de tais mestres como K. Brjullow e F.Brúni, a obra “Velhinha que tricota uma meia” (1838) aproxima Ivan Hrútski a pintores que não completaram a educação acadêmica, por exemplo, Alexey Venetsianov e especialmente Vasily Tropínin. Em 1838 Ivan Hrútski foi premiado com uma medalha pequena de ouro por essa pintura.
Em 24 de setembro de 1839 foi conferido a Ivan Hrútski o título honorífico de Académico de Pintura “pelas obras excelentes de pintura de retrato, paisagem e especialmente pelas naturezas-mortas de frutas e legumes”. A partir desse tempo Ivan Hrútski deixa de pintar naturezas-mortas que poderiam ser chamadas impressionantes.
Após a mudança para a província de Polotsk I.Hrútski não para de pintar. Entretanto, ele muda seu estilo e encontra otras prioridades e pontos de referência. No período entre 1845 e 1855 o pintor completou muitas obras de encomenda a pedido de seu padrinho – mitropolita José Semashko. Ivan Hrútski pinta em 1847 vários ícones para a Catedral de Alexandre Nevsky situada na cidade de Kovno (hoje é chamado Kaunas e faz parte da Lituânia), em 1849 também cria imagens para a Igreja de São José em Trinopol (que é a capital da Lituânia Vilnius hoje em dia) e depois disso, entre 1850-1851, para a Igreja de caverna de Três Mártires em Vilnius. Além disso, I.Hrútski pintou a série de 32 retratos de sacerdotes (incluindo cópias feitas à base de litogragias e pinturas originais mais velhas) para a casa do bispo. O pintor também foi contratado para fazer a série de paisagens de Vilnius e os arredores, naturezas-mortes, pinturas de interiores de edifícios e reproduções de pinturas criadas por mestres europeus. Nesse período I.Hrútski participou da publicação de tal chamado. “Álbum de Vilnius” de autor Ian Wiltshínski – a série de litografias parisienses mostrando imagens urbanas.
Além disso, mais uma direção da atividade criadora do pintor é representada pelas imagens de interiores. Esse género foi chamado “dentro dos quartos”: “Estúdio do pintor”,  “Mitropolita José Semashko escutando o relatório do secretário no seu escritório” (1854),  “No quarto” (1854), “Nos quartos da fazenda Zakhárnitchi do pintor I.Hrútski” (1855).
Ademais, o pintor costumava pintar retratos que são integrados de certo modo na composição de seus “interiores”. Na sua criação de retratos I.Hrútski revela sua mestria como que um pouco ríspida e naturalista que são traços mais carateristicos de pintores europeus do que russos. Desse modo são pintados os retratos de José Semashko, E.Potirálovskaia, de um rapaz desconhecido (todas estas obras criadas em 1842). O retrato de Mikolai Malinóvski (1855) é, provavelmente, a melhor de pinturas de I.Hrútski feitas no género de retrato. Nele, o pintor conseguiu acentuar o caráter expressivo da composição pelo uso contrastante de luz e sombras. I.Hrútski recorria frequentemente a essa técnica. A mesma encontra-se na pintura “Auto-retrato” (1884) finalizada um ano antes de o mestre ter falecido.
Além de retratos dedicadas a uma só pessoa, I.Hrútski pintou retratos de grupo. A obra  “Retrato da família” (1854) é um bom exemplo disso que mostra imagens minuciosamente detalhadas e pintadas de maneira muito natural. Nesse retrato a família composta por mãe e seus três filhos é posta no meio de um parque. Essa obra é bem feita em termos de  harmonia de contrastes e cores discretas e abafadas.

### Família
Ivan Hrútski casou-se com a polonesa Ana Odrovonj-Bibnóvskaia, a filha de Ksavériy Bibnóvski, capitão de exército de Tadeu Kosciusko (herói nacional da Belarus, Polônia e EUA). A esposa de I.Hrútski é considerada ser pintada na obra “Retrato de uma mulher desconhecida” (1830s).

### Algumas obras de I.Hrútski
- “Natureza-morta com um vaso” (1832)
- “Natureza-morta com um pássaro” (1832)
- “Frutas e um pássaro” (1833)
- “Frutas” (1834)
- “Uvas e frutas”
- “Natureza-morta com maçãs, uvas e limão”
- “Retrato de um menino” (1834)
- “Retrato de uma mulher jovem com uma cesta” (1835)
- “Flores e frutas” (1836, 1839)
- “Natureza-morta com uma vela” (1830s)
- “Frutas e caça de pena mortificada” (1830s)
- “Retrato da esposa com flores e frutas” (1838)
- “Velhinha que tricota uma meia” (1838)
- “Paisagem da ilha Elagin em São Petersburgo” (1839)
- “Retrato de P. Rubtsov” (1841)
- “Retrato de A. Rubtsova” (1841?)
- “Natureza-morta” (1842)
- “Natureza-morta com um castiçal, flores e frutas” (1846)
- “Paisagem da fazenda” (1847)
- “Estúdio do pintor”
- “Caça de pena, legumes e cogumelos” (1854)
- “Mitropolita José Semashko escutando o relatório do secretário no seu escritório” (1854)
- “No quarto” (1854)
- “Retrato da família” (1854)
- “Retrato de um ciclista” (1855)
- “Nos quartos da fazenda Zakhárnitchi do pintor I.Hrútski” (1855)
- “Retrato de Mikolai Malinóvski” (1855)
- “Auto-retrato” (1884)

## Memória
- Há ruas na cidade de Polotsk e aldeia de Ulla, bem como a escola de belas artes na cidade de Novopolotsk  que são chamados em honra de Ivan Hrútski.[4]
- Foi aberto  o museu “Vida e atividade criadora da dinastia de Hrútski” na aldeia de Polotna situada próximo de Polotsk.

- O nome de I.Hrútski foi incluido na lista de datas comemorativas da UNESCO em 2010 para celebrar 200 anos do nascimento do pintor.

- Em 20 de junho de 2012 foi instalado o monumento a Ivan Hrútski em Novopolotsk.

## Ivan Hrútski na filatelia e numismática
A atividade criadora de I.Hrútski também foi perpetuada em selos de correio da União Soviética. Assim, se encontram selos com o valor nominal de um copeque ilustrando a natureza-morta “Flores e frutas” (1839) da série “Flores nas obras da pintura russa e soviética” e  selos exibindo a pintura “Retrato da esposa com flores e frutas” (1838) da série “Pintura da Bielorrússia”.
Em comemoração dos 200 anos do nascimento do pintor o Correio da Belarus emitiu blocos comemorativos compostos por dois selos. O primeiro ilustra o auto-retrato de Ivan Hrútski (1884) enquanto o segundo tem a imagem da natureza-morta “Caça de pena, legumes e cogumelos”. Nas margens de blocos comemorativos foi posto o fragmento da pintura “Retrato da esposa com flores e frutas”. O Correio da Rússia emitiu envelopes pré-franquiados ilustrados com a natureza-morta “Flores e frutas” (1839).
O Banco Nacional da Belarus emitiu moedas de prata em homenagem dos 200 anos do nascimento de I.Hrútski. As moedas são de forma retangular e têm o valor nominal de 20 rublos. O reverso da moeda exibe o fragmento da pintura “Retrato de uma mulher desconhecida”no centro, o relevo da efígie de  brasão de armas da Belarus em baixo à esquerda dele, em torno do fragmento tem a inscrição “Republica de Belarus”, debaixo dele é posto o ano de cunhagem, à esquerda deste ano pode-se ver o emblema da Casa de Moeda polonesa, à direita do mesmo ano é cunhado o título de prata  e em baixo à direita se encontra o valor nominal de “20 RUBLOS”.
O anverso exibe o relevo do fragmento do auto-retrato de Ivan Hrútski, por baixo dele tem a assinatura de pintor “Ivan Hrútski” e seus anos de vida “1810-1885”, à direita se encontra o fragmento da pintura “Flores e frutas”, debaixo deste fragmento tem a imagem de paleta e pincel.

## Galeria

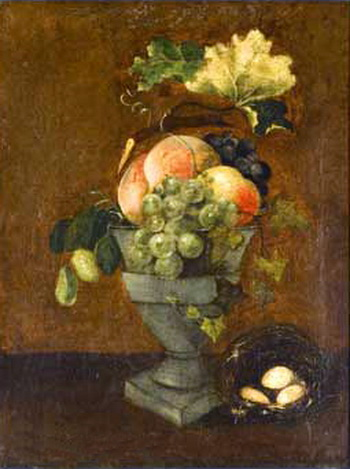
Natureza-morta com um vaso, 1832. Óleo sobre tela.
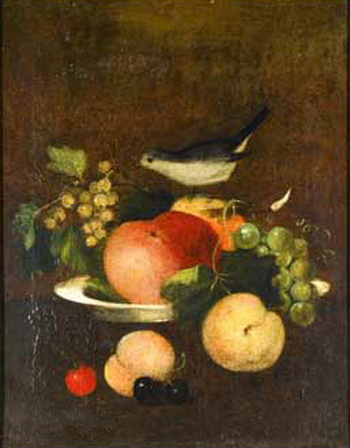
Natureza-morta com um pássaro, 1832. Óleo sobre tela.
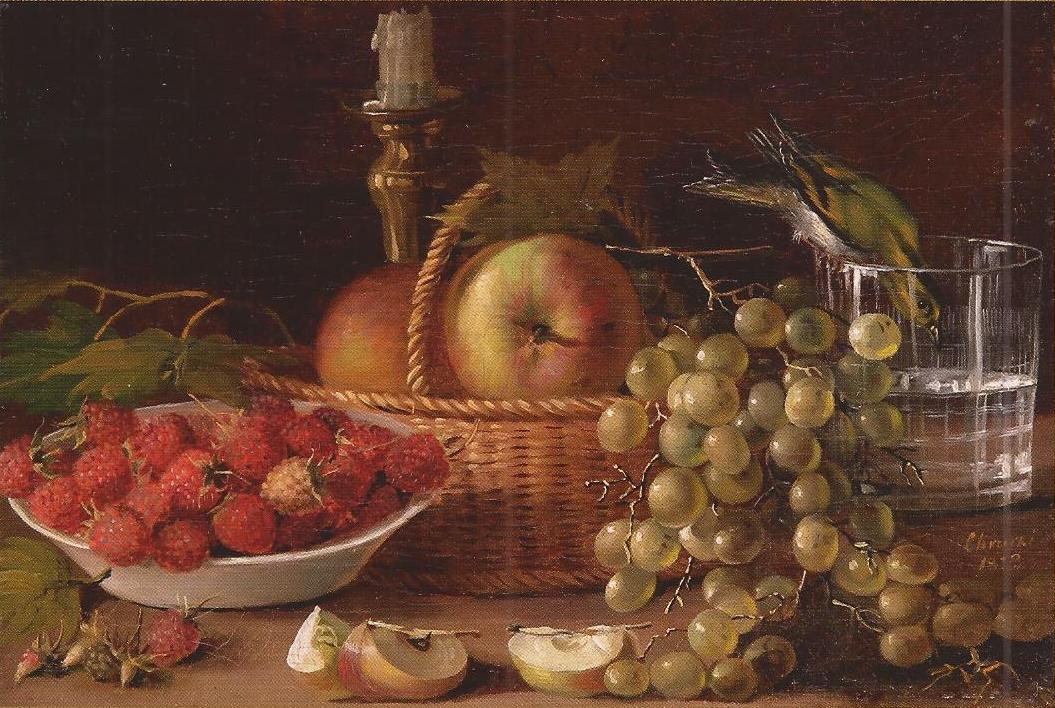
Frutas e um pássaro, 1833.
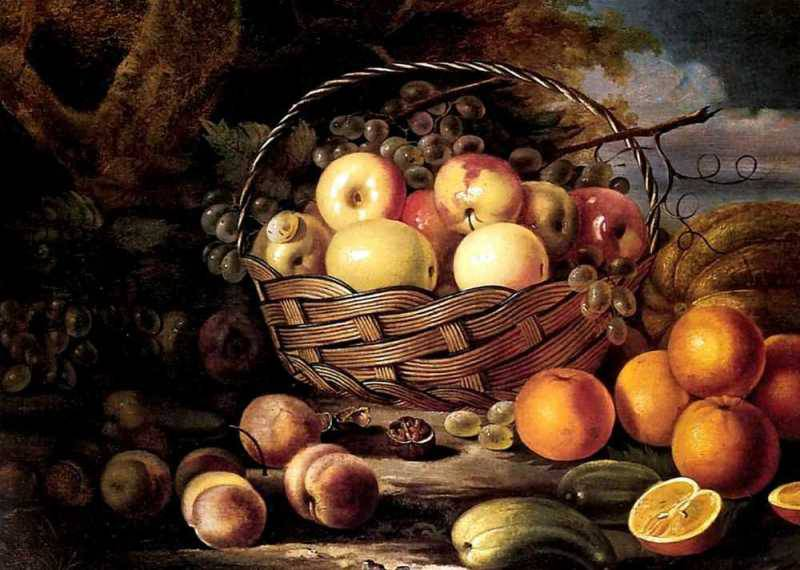
Frutas, 1834. Óleo sobre tela.
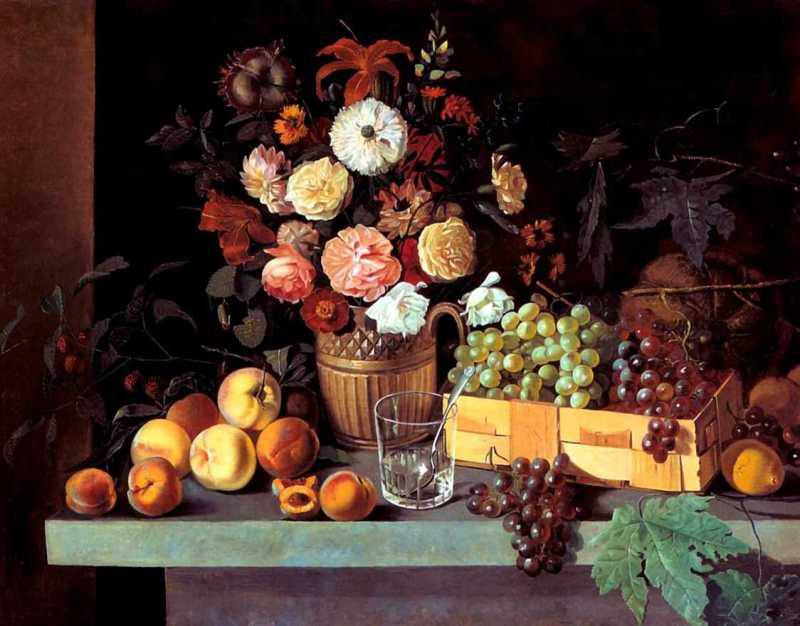
Uvas e frutas, 1840s. Óleo sobre tela.

## Literatura
- Кузнецов С. О. (1990). «Живописец Иван Хруцкий: проблема интерпретации творчества «среднего художника» XIX в.». Л. Вопросы отечественного и зарубежного искусства (4: Проблемы изобразительного искусства XIX столетия): 82-99
- Вариант статьи на польском языке: Kuznecow. S. (1998). «Malarz Jan Chrucki. Portret XIX-wiecznego 'artysty srednego'». Biuletyn historii sztuki. LX (1-2): 49-67
- Свод памятников истории и культуры Белоруссии (em bielorrusso). Минск: БелСЭ им. Петруся Бровки. 1985. p. 133. 496 páginas — 8000 экз.
- Знаменитые русские художники: Биографический справочник. СПб.: Азбука. 2000. 400 páginas. ISBN 5-7684-0518-6 — 100 000 экз.